# Lurkin
«Lurkin» — спільний сингл американського діджея Funk Flex та американського репера King Von. Видано 22 жовтня 2020 р. на лейблах InFlexWeTrust Records і Create Music Group. Струнні: Ґрент Ґарднер.

## Передісторія
Спочатку пісня мала стати частиною чергового проєкту Funk Flex, який мав містити колаборації з різними хіпхоп-виконавцями. Однак проєкт так і не випустили. «Lurkin» стала першою стежиною, виданою з тієї запланованої збірки. Є одним з перших посмертних записів покійного Вона. Містить жорстке оповідування репера про його досвід вуличного життя в Чикаго. 
В інтерв'ю HotNewHipHop, Funk Flex пояснив, що Беннетт спочатку не був у захваті від інструменталу, та все ж він переконав репера довіритися його баченню. Їхня перша особиста зустріч відбулася в Нью-Йорці після попереднього спілкування через FaceTime. Funk Flex зазначив, що Беннетт дуже цікавився автомобілями, що допомогло їм налагодити контакт під час зустрічі. Спершу Вон надіслав 6 барів, заявивши, що фрістайли не були його сильною стороною. Команда діджея підкорегувала їх у студії, а за 4 тижні Вон надіслав решту. Після смерті Беннетта вокальна сесія ледь не була втрачена. Відновлено завдяки зусиллям DJ Ted Smooth.

## Відеокліп
Режисер: Juganot. У кліпі показано King Von і Funk Flex на вулиці Мангеттена, оповитій кольоровим димом, що в купі з дорогим автом додає візуальних елементів до драматичної та урбаністичної атмосфери вулиці, яка підкреслює жорсткий і автентичний характер пісні. Вон приїхав до міста для просування Welcome to O'Block за два дні до своєї загибелі. Funk Flex тоді також узяв у нього інтерв'ю, невипущене через відмову оприлюднити його у зв'язку з трагедією.
Коштовності: Taj Diamonds, пуховик: Canadian Goose, кросівки: Supreme Air Force, зачіска: Fade to Famous. У кліпі присутній червоний Dodge Challenger Hellcat Redeye Widebody. Саме таку модель згадали як улюблену в команді Вона під час перемовин про знімання. Також існує відео з-за лаштунків.

## Ремікс
16 липня 2021 вийшов ремікс з участю іншого чиказького репера Polo G. У «Lurkin 2.0» останній привносить енергію, що характеризується похмурим, агресивним текстом, який відображає власний досвід репера на вулицях. Його частина зберігає інтенсивність оригіналу, зосереджуючись на подоланні труднощів і прийнятті життя, позначеного насильством. Частину Вона збережено. На ремікс також існує відеокліп. На думку RatingsGameMusic, Polo G не мав жодних шансів перевершити Беннетта, втім йому вдалося зіграти роль Вонового закантики. Обоє співпрацювали за життя Беннетта.